# Georgskirche (Bonlanden)

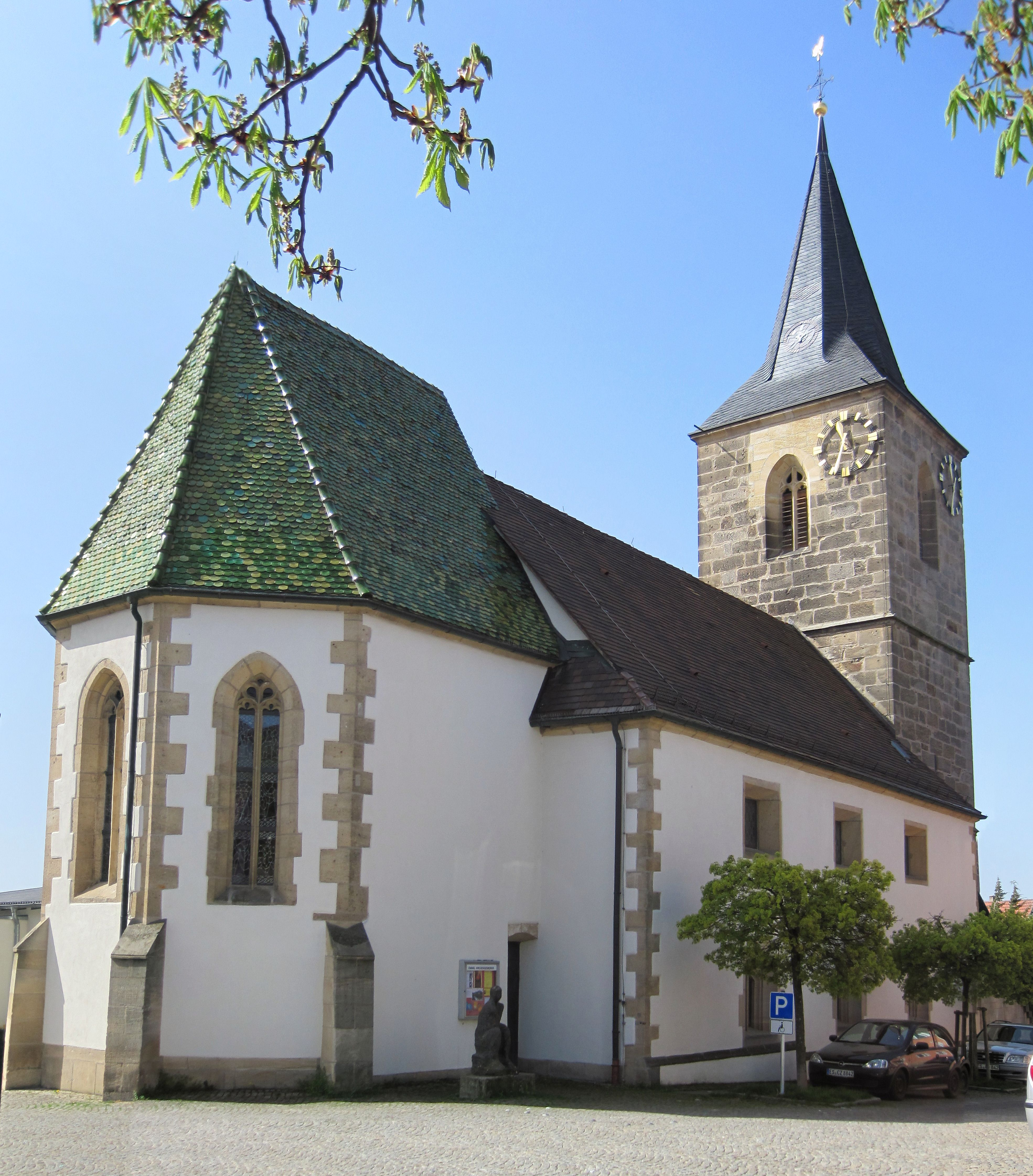
Georgskirche in Bonlanden

Die evangelische Georgskirche steht in Bonlanden, einem Ortsteil der Großen Kreisstadt Filderstadt im Landkreis Esslingen in Baden-Württemberg. Das Bauwerk ist beim Landesamt für Denkmalpflege Baden-Württemberg als Baudenkmal eingetragen. Die Kirchengemeinde gehört zum Kirchenbezirk Bernhausen der Evangelischen Landeskirche in Württemberg.

## Beschreibung
Die Saalkirche ist ein spätgotischer Bau aus der zweiten Hälfte des 15. Jahrhunderts, von dem der eingezogene, dreiseitig geschlossene Chor im Osten im ursprünglichen Zustand erhalten blieb. Seine Wände werden von niedrigen Strebepfeilern gestützt. Der Kirchturm aus Quadermauerwerk im Westen des Langhauses stammt aus dem beginnenden 16. Jahrhundert. Das oberste Geschoss des Kirchturms beherbergt die Turmuhr und den Glockenstuhl, in dem vier Kirchenglocken hängen, davon eine historische. Darauf sitzt ein achtseitiger, schiefergedeckter Knickhelm. 1749/50 erfolgten die Erhöhung und südliche Erweiterung des Kirchenschiffs im Zuge der notwendigen Beseitigung von Unwetterschäden. Eine Vergrößerung des Bauwerks auf der Nordseite wurde 1909 nach Plänen von Martin Elsaesser vorgenommen. 1973/74 und 2002/03 fanden Renovierungen des Kirchengebäudes statt.
Die Kirchenausstattung wurde 1962 durch eine neue Kanzel ergänzt. Die Orgel wurde 1973 als Opus 400 von Reiser Orgelbau errichtet.